# Johann Gustav Gottlieb Büsching

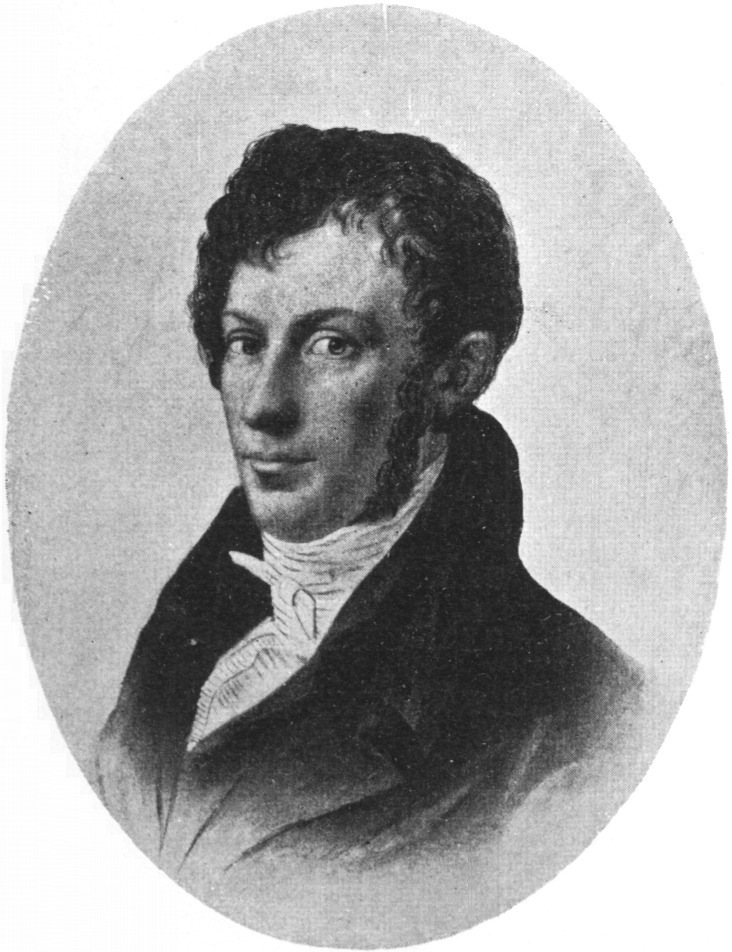
Johann Gustav Büsching

Johann Gustav Gottlieb Büsching  (* 19. September 1783 in Berlin; † 4. Mai 1829 in Breslau) war ein deutscher Archäologe, Germanist und Volkskundler.

## Leben
Büschings Vater, der Gymnasialdirektor und Oberkonsistorialrat Anton Friedrich Büsching (1724–1793), gilt als Begründer der politisch-statistischen Methode der Geographie. Die Mutter, Tochter des Johann Gustav Reinbeck (1683–1741), stammte aus einer Theologenfamilie. Büsching, das 12. von 13 Kindern, verwaiste bereits als Zehnjähriger. Sein 22 Jahre älterer Bruder Johann Stephan Gottfried Büsching aus der ersten Ehe seines Vaters mit der Dichterin Christiana Büsching geb. Dilthey war Oberbürgermeister von Berlin.
Johann Gustav Gottlieb Büsching studierte  an der Friedrichs-Universität Halle und der Friedrich-Alexander-Universität Rechtswissenschaft. 1803 wurde er Mitglied der Berliner Gesellschaft (Erlangen).  1806 wurde er Regierungsreferendar in Berlin. Seine wahren Interessen lagen jedoch auf anderem Gebiet. Angeregt durch seinen Freund Friedrich Heinrich von der Hagen, begann er das Studium von Sprachaltertümern. Mit Hagen publizierte er 1807 eine Sammlung deutscher Volkslieder (1807), deutsche Gedichte des Mittelalters (1808) und ein Buch der Liebe (1809).

### Säkularisierungskommissar
Auf der Suche nach Handschriften reiste er 1809 in das „klosterreiche Schlesien“. In den schlesischen Klöstern entdeckte er zahlreiche wichtige alte Bücher, war aber über den verwahrlosten Zustand der Archive entsetzt und fasste den Plan einer schlesischen Zentralbibliothek und Kunstsammlung, die das Material aus den Klöstern übernehmen und aufbereiten sollte. Die Ministerialsektion für den öffentlichen Unterricht des preußischen Kultusministeriums war von dem Vorschlag angetan; seine Verwirklichung wurde aber erst durch das Edikt vom 30. Oktober 1810 über die Einziehung geistlicher Güter (Säkularisation) möglich. Am 8. November 1810 erhielt Büsching von Staatskanzler Karl August von Hardenberg den Auftrag, in Breslau bei der Hauptkommission für die Einziehung der geistlichen Güter in Schlesien unter Vorsitz des Oberpräsidenten von Massow die Inventarisierung und Aufbewahrung von Kunstsachen, Archiven und Bibliotheken zu übernehmen. Als er am 23. November 1810 in Breslau ankam, sah er sich einer komplizierten Situation gegenüber: bis zu 6.000 Urkunden und Bilder, Kunstsachen und andere Altertümer aus 91 Klöstern und Stiften mussten möglichst schnell bearbeitet werden, weil Güter und Gebäude verkauft werden sollten.
Büsching ließ die Materialien mit Herkunftsbezeichnung versehen und in das Stift der Augustinerchorherren in Breslau transportieren, wo sich bald große Mengen von Büchern und Kunstgegenständen auftürmten, zum Missvergnügen seiner Vorgesetzten. Nachdem Materialien aus 35 Klöstern und Stiften angekommen waren, verfügte die Hauptkommission am 6. September 1811, die Transporte einzustellen und das Material vor Ort zu selektieren und zu katalogisieren. Büsching versuchte sich dieser Verfügung zu widersetzen, weil sie eine geordnete Sichtung des Materials fast unmöglich machte. Das trug ihm eine Rüge wegen Quertreiberei ein, nach der er seine Tätigkeit mit zunehmender Unlust fortführte. Zwei Jahre später wurden die Materialien nun doch nach Breslau verbracht. Die unzureichende Unterbringung und die hastige und wenig sachkundige Selektion hatten jedoch große Verluste von Archivalien bedeutet.

### Herausgeber
Drei Monate vor Erscheinen der Kinder- u. Hausmärchen der Brüder Grimm legte Büsching eine Ausgabe mit Volks-Sagen, Märchen und Legenden vor. Die 104 nach Regionen gegliederte Stücke in 84 Texten umfasst bereits einige Texte, die später in den Grimms Märchen erschienen. Enthalten sind die bekannten Märchen nach Philipp Otto Runge Von dem Machandelboom und Von dem Fischer und syne Fru.  Außerdem dokumentiert er in einer Übersicht Bücher, welche Deutsche Volkssagen und Mährchen ausschließend enthalten.

### Archivar
Am 1. Juni 1812 wurde Büsching mit einem Gehalt von 600 Talern zum Archivar und Aufseher der Kunstgegenstände ernannt. Sein Vorgesetzter war der Oberbibliothekar Johann Gottlob Theaenus Schneider, ein klassischer Philologe, mit dem sich Büsching nicht verstand. Am 3. Mai 1812 erhielt Büsching die Aufsicht über die Gemäldesammlungen, am 6. Dezember 1814 auch über die Sammlungen der Kupferstiche und Altertümer. Am 27. Oktober 1815 wurde das Archiv als eigenständiges Institut der Universität Breslau angegliedert. 1822 wurde das Provinzialarchiv selbständig. Mit dem gleichgeordneten Kollegen Stenzel gab es jedoch ebenfalls ständige Reibereien, die am 7. April 1825 mit der Entlassung Büschings aus dem Archivdienst endeten.

### Professor
1816 in Breslau habilitiert, erhielt Büsching 1817 eine außerordentliche Professur für mittelalterliche Kunstgeschichte und historische Hilfswissenschaften. Die Besoldung von 200 Talern wurde 1821 auf 400 Taler erhöht, mit der Verpflichtung, auch über Kunstgeschichte zu lesen. Am 6. August 1822 wurde er „in Anerkennung seiner verdienstlichen Bemühungen, besonders auch auf dem Gebiete der Kunst und der deutschen Altertümer“ (Seger 1929, S. 173) zum Ordinarius ernannt. In seinen Veranstaltungen behandelte er vor allem mittelalterliche Kunst und Diplomatik, aber auch volkskundliche Themen. Ab 1820 bot Büsching auch Veranstaltungen zur deutschen Altertumskunde an. Er gilt als der erste Lehrstuhlinhaber für prähistorische Archäologie.
| Titel der Veranstaltung                                                                                             | Zahl der Veranstaltungen |
| Diplomatik | 12                       |
| Geschichte der deutschen Kunst des Mittelalters                                                                     | 9                        |
| Geschichte der altdeutschen Baukunst                                                                                | 8                        |
| Geschichte des deutschen Ritterwesens                                                                               | 7                        |
| Deutsche Altertümer mit Benutzung der Altertümersammlung                                                            | 8                        |
| Volksfeste, Sitten und Gebräuche seit Einführung des Christentums und Vergleichen mit den Gebräuchen anderer Völker | 4                        |

(Nach Halub 1997)
Als Friedrich Heinrich von der Hagen, Professor für deutsche Sprache und Literatur, 1824 nach Berlin versetzt wurde, übernahm Büsching die Professur, für die sich die Philosophische Fakultät Jacob Grimm, Karl Lachmann oder Hoffmann von Fallersleben als Nachfolger gewünscht hatte. Büsching hielt jedoch keine Veranstaltungen zu germanistischen Themen ab. Trotzdem gilt er, vor allem wegen der philologischen Forschungen in der Berliner Zeit, als früher Germanist.
Nach Büschings Tod im Jahre 1829 wollte das Preußische Kultusministerium die Professur der deutschen Sprache und Literatur zunächst nicht wieder besetzen. Schließlich wurde am 18. März 1830 Hoffmann von Fallersleben (1798–1874) zum außerordentlichen Professor für deutsche Sprache und Literatur ernannt.

### Altertümersammlung
Von 1817 bis 1825 arbeitete Büsching vor allem am Aufbau der Altertümersammlung der Universität Breslau. Im Sprachgebrauch der Zeit verstand man unter Altertümern Gegenstände, die aus der frühen Neuzeit, dem Mittelalter und der „heidnischen Vorzeit“ stammten. Büschings Sammlungstätigkeit richtete sich besonders auf vor- und frühgeschichtliche Artefakte.
Einige wenige heidnische Altertümer stammten aus den aufgelösten Klöstern, besonders aus Sagan, dazu kamen noch Altertümer aus der Sammlung in Frankfurt (Oder). Für Ankaufszwecke standen Büsching 1818 60 Taler zur Verfügung, später deutlich weniger. Im Briefwechsel mit anderen Antiquaren suchte Büsching, an Abgüsse zu kommen und tauschte Altertümer ein, eine damals durchaus übliche Praxis. Sein besonderes Interesse galt dabei heidnischen „Götzenbildern“. Nach dem preußischen Landrecht (1. Teil, 9. Tit. des preußischen Gesetzbuches Abschnitt 8) gehörten „Schätze“ demjenigen, der sie auf eigenem Grund fand, gänzlich, die Hälfte, wenn sie von anderen gefunden wurden. Der Oberpräsident Merckel wies aber am 24. April 1818 Finder heidnischer Altertümer in Schlesien an, sie der Universitätssammlung zu überlassen oder zu verkaufen.
Die meisten schlesischen Artefakte wurden aber durch Büsching in planmäßigen Ausgrabungen gewonnen. In einer Eingabe vom 17. Februar 1819 hatte er begründet, dass eigene Ausgrabungen notwendig seien und dafür 500 Taler verlangt. Das Ministerium genehmigte die Ausgrabungen, stellte aber nur 166 Taler und 20 Silbergroschen zur Verfügung. 1820 erhielt er 133 Taler und 10 Silbergroschen, später nur noch 70 Taler. Grabungen wurden nun oft aus den Mitteln des nächsten Jahres oder aus eigener Tasche finanziert.
Wachstum der Sammlung:
| Jahr | Tongefäße | Andere Stoffe | Außerschlesische Funde |
| ---- | --------- | ------------- | ---------------------- |
| 1818 | 187       | 127           | 5                      |
| 1820 | 800       | 260           | 10                     |
| 1822 | 1300      | 705           | 180                    |
| 1823 | 2350      | 800           | 242                    |
| 1829 | 1500      | 864           | 696                    |

Für die Altertümersammlung legte Büsching einen für diese Zeit vorbildlichen Katalog an. „In diesem Verzeichnisse werden alle eingesandten Altertümer nach Materie, Maaß, Form, Zeichnung, Fundort und dem Namen des Einsenders so genau von Herrn Dr. Büsching beschrieben, daß selbst wenn die Gegenstände einmal verloren gehen sollten, dieses immer ein wichtiges Actenstück für die schlesischen Antiquitäten bleiben wird.“ schreibt darüber 1819 der in Breslau lehrende Historiker Friedrich Kruse.
Durch eine weitgespannte Korrespondenz stand Büsching mit zahlreichen schlesischen Altertumsforschern in Verbindung und erhielt so ständig Nachrichten über neue Funde. Diese Auskünfte wurden teilweise von dem erwähnten Kruse in seiner Budorgis verwertet, die als erster Versuch einer archäologischen Landesaufnahme gelten kann.

### Wissenschaftliche Kontakte
Büsching stand mit dem dänischen Antiquar Christian Jürgensen Thomsen in einem Briefwechsel über das von diesem entwickelte Dreiperiodensystem zur zeitlichen Gliederung der schriftlosen Vorzeit; er hatte jedoch ein eigenes Gliederungssystem entwickelt, das er in dem Abriß ausführlich darstellte. Es beruhte ebenfalls auf dem Material („Masse“) der Artefakte, maß dieser aber keine chronologische Bedeutung zu. Büsching korrespondierte auch mit Goethe.

### Verein für Schlesische Geschichte, Kunst und Altertümer
1818 gründete Büsching den Verein für Schlesische Geschichte, Kunst und Altertümer, der bald die erstaunliche Zahl von 600 Mitgliedern hatte, und gab die Blätter für die gesamte schlesische Altertumskunde heraus, die aber 1822 eingingen. Die Gesellschaft, deren Jahresbeitrag 1 Taler betrug, finanzierte unter anderem die Druck- und Reprokosten von Kruses Budorgis. Von dem Verein finden sich nach Büschings Tod keine Aktivitätsbelege mehr.

### Privatleben
Büsching heiratete 1812. Der Ehe entsprossen fünf Kinder. Nachdem Büsching in einer Prämienverlosung 20.000 Taler gewonnen hatte, begann er, gefährdete Denkmäler aufzukaufen und restaurieren zu lassen. 1823 kaufte er die Kynsburg als Feriensitz, die nach der Renovierung auch Besuchern zugänglich war. Ab 1825 machte sich bei Büsching ein Leberleiden mit Aszites bemerkbar. Er schränkte seine Aktivitäten mehr und mehr ein und starb an der zwangsläufigen Herzinsuffizienz.

## Veröffentlichungen
1820 gab Büsching eine Korrespondenz der Schlesischen Gesellschaft heraus, es erschien aber nur der erste Band, und das erste Heft des 2. Bandes. Nachrichten über Altertümer nahmen dort einen breiten Platz ein.

### Monographien
- Deutsche Gedichte des Mittelalters. 1808.
- Buch der Liebe. Berlin 1809.
- Volks-Sagen, Märchen und Legenden. Carl Heinrich Reclam, Leipzig 1812 (Digitalisat).
- Das Bild des Gottes Tyr, gefunden in Oberschlesien. Breslau 1819.
- Reise durch einige Münster und Kirchen des nördlichen Deutschlands im Spätjahr 1817, Leipzig 1819.
- Die Alterthümer der heidnischen Zeit Schlesiens. Band 1, Breslau 1820.
- Das Schloß der deutschen Ritter zu Marienburg. Berlin 1823 (Digitalisat).
- Abriß der deutschen Alterthumskunde. Weimar 1824.
- Friedrich Heinrich von der Hagen und Johann Gustav Büsching: Literarischer Grundriß zur Geschichte der Deutschen Poesie von der ältesten Zeit bis in das sechzehnte Jahrhundert. Berlin 1812.

### Artikel
- Über die Kunstschätze in den evangelischen Kirchen Breslaus. Schlesische Provinzialblätter 1811.
- Nachricht von der Breslauer Gemäldesammlung. Deutsches Museum 1812/2, S. 39–59.
- Versuch der Erklärung einer an mehreren Orten Deutschlands zu findenden Alterthümlichkeit, mit einigen darauf bezüglichen Nachrichten. Deutsches Museum 1813/4, S. 77–83.

### Abschriften und Editionen
Albrecht, Titurel. Abschrift des Druckes von 1477 [Straßburg: Johann Mentelin] von Johann Gustav Gottlieb Büsching.
798 Seiten, gebunden in Halblederband mit Rückenaufdruck: Titel, Abschreiber. S. 797: Beschreibung des Originals von Büsching, Breslau (?) 20. Juni 1806. Universitätsbibliothek Halle, Yg 2° 31.
1811 fand Büsching in der Bibliothek der Grafen Hochberg zu Fürstenstein und in der Bücherei der St. Bernhardinerkloster Breslau in Breslau Original und Abschrift des dreibändigen Memorialbuches des schlesischen Adeligen Hans von Schweinichen (1552–1616), das er zwischen 1820 und 1829 herausgab.
Ebenfalls kopierte Büsching ein spätmittelalterliches Manuskript von 1528 (Universitätsbibliothek Toruń, Rps 49/IV), dass seinerseits eine Abschrift eines früheren Druckes von 1512 war (VD16 H 2448, gedruckt in Straßburg von Johannes Grüninger). Das Manuskript enthält die Minnerede 'Die Mörin' sowie den didaktisch-satirischen Text 'Von der Ee'. Das von Büsching kopierte Manuskript liegt heute in der Staatsbibliothek Berlin, Ms. germ. qu. 366.